# Ищу друга жизни
«Ищу друга жизни» — советский полнометражный цветной художественный фильм, поставленный на Киностудии «Ленфильм» в 1987 году режиссёром Михаилом Ершовым по мотивам повести Михаила Панина «Матюшенко обещал молчать».
Премьера фильма в СССР состоялась в октябре 1987 года.

## Сюжет
История одиноких людей, нашедших себя в человеческом общении и семейном счастье.

## В ролях
- Юрий Астафьев — Иван Федосеевич Гущин
- Александра Аасмяэ — Мария Панкова
- Андрей Гоголь — Венька
- Николай Трофимов — Николай Николаевич, друг Ивана
- Юрий Соловьёв — Дюбин
- Вера Титова — Ольга, жена Кузьмича
- Ян Цапник — Гоша
- Сергей Лосев — Ардальон, муж Кати, бывшей жены Ивана
- Рудольф Челищев — Рудик, ухажёр Марии Панковой
- Елена Скороходова — Ирина, учительница музыки, соседка Кузьмича
- Юлия Яковлева — Инна, заводская лаборантка, девушка на дискотеке

## Съёмочная группа
- Автор сценария — Аркадий Красильщиков
- Режиссёр-постановщик — Михаил Ершов
- Оператор-постановщик — Виктор Карасёв
- Художники-постановщики — Михаил Иванов, Алексей Шкеле
- Композитор — Олег Хромушин